# Коваль Борис Андронікович
Борис Андронікович Коваль (1903, село Старий Солотвин Волинської губернії, тепер Бердичівського району Житомирської області — 3 червня 1959, Київ) — український радянський і компартійний діяч, міністр вищої освіти УРСР. Депутат Верховної Ради УРСР 2—5-го скликань. Член Центрального Комітету КП(б)У в січні 1949 — вересні 1952 р. Член Ревізійної Комісії КПУ в березні 1954 — червні 1959 р. Кандидат технічних наук.

## Біографія
Народився у родині селянина-бідняка. Закінчив сільську школу.
У 1922 році вступив до комсомолу, був організатором комсомольського осередку в селі Солотвині, обирався до складу Овруцького районного комітету ЛКСМУ.
З 1923 року навчався на робітничому факультеті при Кам'янець-Подільському сільськогосподарському інституті.
Член ВКП(б) з 1927 року.
До 1927 року служив у Червоній армії. Працював у Київському окружному комітеті КП(б)У.
У 1927—1931 р. — студент металургійного факультету Київського хіміко-технологічного (політехнічного) інституту.
З 1931 року навчався в аспірантурі Українського науково-дослідного інституту металів у місті Харкові, захистив кандидатську дисертацію на ступінь кандидата технічних наук і до 1941 року працював старшим науковим співробітником в галузі металургії чавуну.
У липні — жовтні 1941 р. — 1-й секретар Кагановицького районного комітету КП(б)У міста Харкова. У 1941—1942 р. — уповноважений Харківського обласного комітету КП(б)У в прифронтових районах.
У 1942—1944 р. — партійний організатор ЦК ВКП(б) заводу Наркомату авіаційної промисловості СРСР на Уралі. У 1944—1946 р. — директор заводу Наркомату авіаційної промисловості СРСР.
У травні 1946 — березні 1947 року — заступник секретаря по легкій і місцевій промисловості — завідувач відділу легкої і місцевої промисловості Харківського обласного комітету КП(б)У.
У березні (затв.) 1947 — січні 1949 року — 2-й секретар Харківського обласного комітету КП(б)У. У липні — грудні 1948 року — виконувач обов'язків 1-го секретаря Харківського обласного комітету КП(б)У.
27 грудня 1948 — січень 1950 р. — 1-й секретар Львівського міського комітету КП(б)У. Одночасно, 12 січня 1949 — 6 січня 1950 року — 1-й секретар Львівського обласного комітету КП(б)У.
У лютому 1950 — квітні 1953 роках — начальник Управління у справах вищої школи при Раді Міністрів УРСР.
У квітні 1953 — грудні 1954 року — заступник міністра культури Української РСР. У грудні 1954 року рекомендований Президією ЦК КПУ на посаду міністра вищої освіти Української РСР.
У лютому 1955 — 3 червня 1959 року — міністр вищої освіти Української РСР. Одночасно в січні 1956 — червні 1959 р. — голова Ревізійної Комісії КП України.
Помер 3 червня 1959 року в Києві.

## Родина
Дружина — Шаравська Євгенія Петрівна. Син — Коваль Олександр Борисович.

## Нагороди
- два ордени Трудового Червоного Прапора (23.01.1948,)
- орден Червоної Зірки
- медалі